# Jesse Beams
Jesse Wakefield Beams (Belle Plaine, 25 de dezembro de 1898 — Charlottesville, 23 de julho de 1977) foi um físico estadunidense.

## Patentes
| Inventor(es)                                 | Ano  | Patent Nº                | Título                                                          |
| -------------------------------------------- | ---- | ------------------------ | --------------------------------------------------------------- |
| Trotter, Woodstock, Beams                    | 1935 | Patente E.U.A. 2 016 825 | Air Conditioning                                                |
| Beams, Holmes                                | 1941 | Patente E.U.A. 2,256,937 | Suspension of Rotatable Bodies                                  |
| Masket, Snoddy, Beams                        | 1949 | Patente E.U.A. 2,478,663 | Projectile Testing Machine                                      |
| Beams                                        | 1950 | Patente E.U.A. 2,521,112 | Method and Apparatus for Separating Fluids by Thermal Diffusion |
| Beams                                        | 1950 | Patente E.U.A. 2,521,891 | Valve                                                           |
| Beams, Snoddy, Hoxton                        | 1950 | Patente E.U.A. 2,525,197 | Thermal Flowmeter                                               |
| Beams, Morton                                | 1954 | Patente E.U.A. 2,666,363 | Transmission Line Kerr Cell                                     |
| Beams                                        | 1954 | Patente E.U.A. 2,691,306 | Magnetically Supported Rotating Bodies                          |
| Beams, Snoddy                                | 1956 | Patente E.U.A. 2,763,155 | High Altitude Burner Simulator                                  |
| Beams, Snoddy                                | 1960 | Patente E.U.A. 2,948,572 | Centrifuges                                                     |
| Beams                                        | 1962 | Patente E.U.A. 3,041,482 | Apparatus for Rotating Freely Suspended Bodies                  |
| Beams                                        | 1962 | Patente E.U.A. 3,066,849 | High Vacuum Pump System                                         |
| Beams                                        | 1965 | Patente E.U.A. 3,196,694 | Magnetic Suspension System                                      |
| Goss, Porter, Roberts, Tuve, Beams, Selvidge | 1975 | Patente E.U.A. 3,908,933 | Guided Missile                                                  |